# PowerBuilder

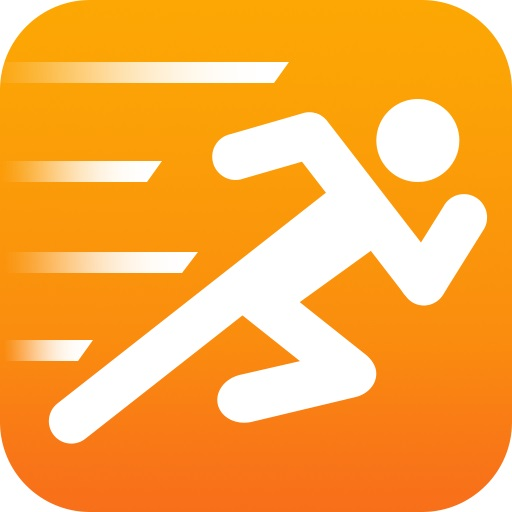

PowerBuilder es una herramienta de desarrollo de software empresarial desarrollada por la empresa PowerSoft. PowerBuilder es orientada a objetos y permite el desarrollo de diferentes tipos de aplicaciones y componentes para ejecutar arquitecturas cliente/servidor, distribuidas y con lanzadores web (simulando una aplicación web).

## Principales características
PowerBuilder incluye, dentro de su ambiente integrado de desarrollo, herramientas para crear la interfaz de usuario, generar reportes y tener acceso al contenido de una base de datos. PowerBuilder también incluye un lenguaje de programación llamado Powerscript, el cual es usado para especificar el comportamiento de la aplicación en respuesta a eventos del sistema o del usuario, tal como cerrar una ventana o presionar un botón. Las aplicaciones desarrolladas con PowerBuilder se ejecutan exclusivamente en el sistema operativo Microsoft Windows, aunque cierto tipo de componentes que no incluyen una interfaz de usuario (llamados componentes no visuales o NVOs) y que encapsulan sólo lógica de aplicación, se pueden ejecutar en otros sistemas operativos como Unix, usando la "Máquina Virtual de PowerBuilder" o PBVM incluida dentro del servidor de aplicaciones EAServer de Sybase.
Adicionalmente, PowerBuilder posee un objeto nativo para la gestión de datos llamado DataWindow, el cual puede ser usado para crear, editar y visualizar datos de una base de datos. Este objeto patentado por Sybase da al desarrollador un conjunto amplio de herramientas para especificar y controlar la apariencia y comportamiento de la interfaz de usuario, y también brinda acceso simplificado al contenido de la base de datos. Hasta cierto punto, el DataWindow libera al programador de las diferencias entre sistemas de gestión de base de datos de diferentes proveedores. Recientemente, Sybase introdujo al mercado el DataWindow.NET, un componente que extiende las bondades del DataWindow y acelera el rendimiento de aplicaciones en ambientes de desarrollo .NET.

## Historia

### Powersoft
En 1991 se crea la versión PowerBuilder 1.0 que prometía facilitar la creación de la aplicaciones de escritorio en el sistema operativo Windows de Microsoft. Esta empresa fue la encargada hasta la tercera versión en el año 1993.

### Sybase
En el año 1994 Sybase adquiere a PowerSoft. Desde ese momento comenzó una gran época para PowerBuilder, se integraría con otros productos de la empresa y sumaría una presencia mundial. Sin embargo, con el advenimiento de Internet, la aparición de nuevos lenguajes de programación y la baja innovación de Sybase en este producto provocó una pérdida de competitividad.

### Sybase SAP
En 2010 la empresa SAP adquiere a Sybase. Desde el punto de vista tecnológico, SAP requería productos que fortalecieran sus software y no depender de terceros. En esta línea PowerBuilder nunca fue de su interés, quedando relegado durante los últimos 7 años, perdiendo popularidad y funcionalidades.

### APPEON
En julio de 2016 la empresa SAP anuncia que firmó un acuerdo que cede la administración del desarrollo de Powerbuilder a la empresa Appeon  un compañía dedicada a la prestación de servicios tecnológicos basados en las tecnologías de la extinta Sybase.

## Ediciones
En la actualidad, PowerBuilder se distribuye en dos formatos Professional y CloudPro, las características que permite CloudPro es la migración de aplicación a formato web y mobile. A diferencia de las versiones de Sybase y SAP que se dividían en Enterprise, Professional y Desktop.

## Versiones
| Versión | Fecha de lanzamiento | Nuevas Características |
| ------- | -------------------- | --- |
| 2019    | Julio de 2019        | - Características mejoradas para programar en C# - Nuevos tipos de datos para el manejo de intercambio API REST, en especial JSON - Administrador de temas para la creación de aplicaciones - Imágenes, iconos y estilos de Windows 10 |
| 2017 R3 | Julio de 2018        | - Soporte JSON - CRUD sobre TLS 1.2 - Integración nativa de Git y SVN - Compatibilidad con PostgreSQL |
| 2017 R2 | Enero de 2018        | - Utilizar API web RESTful |
| 2017    | junio de 2017        | - Compatibilidad con Windows 10 - PDF Nativos - Actualización de drivers de bases de datos - Aplicaciones móviles en la nube - Compatibilidad con API web C#                                                                           |
| 12.6    | agosto de 2014       | - Compatibilidad con características de Windows 8 y 8.1 - Nuevos comportamientos de ventanas hijas en un MDI - Desarrollo de aplicaciones nativas 64 bits                                                                              |
| 12.5.2  | abril de 2013        | - Utilizar API web RESTful |
| 12.5.1  | enero de 2012        | |
| 12.5    | julio de 2011        | |
| 12      | abril de 2010        | Incluye un porcentaje importante de las características del Framework .NET |
| 11      | junio de 2007        | Tercera fase para la incorporación de Framework .NET: .NET assemblies, ASP.NET Formularios web, Formularios para Windows escritorio |
| 10      | julio de 2004        | Segunda fase para la incorporación de Framework .NET: DataWindows .NET |
| 9       | marzo de 2003        | Primera fase para la incorporación de Framework .NET: Webservice, XML, java |
| 8       | junio de 2000        | |

## AdBases de datos soportadas
Entre los sistemas de gestión de base de datos soportadas por PowerBuilder se encuentran:
- Adaptive Server Enterprise
- Adaptive Server Anywhere
- Oracle
- Microsoft SQL Server
- Informix
- Access
- MySQL
- PostgreSQL